# Station Bąkowiec
Station Bąkowiec is een spoorwegstation in de Poolse plaats Bąkowiec.